# Agripina Samper Agudelo
Pour les articles homonymes, voir Samper et Agudelo.
Agripina Casimira de los Dolores Samper Agudelo , née le 4 mars 1833 et morte le 22 avril 1892, est une poétesse colombienne. Issue d'une famille littéraire, elle reçoit une éducation difficilement accessible aux femmes de son temps et de son pays. Elle écrit de la prose et de la poésie sous le pseudonyme « Pía-Rigán », anagramme de son prénom. Son travail est resté inédit de son vivant et n'a été compilé et publié qu'à titre posthume.

## Biographie
Née Agripina Casimira de los Dolores le 4 mars 1833 dans la ville de Honda, qui faisait alors partie du département de Cundinamarca, ses parents étaient José María Samper Blanco et María Tomasa Agudelo y Tafur. Elle est leur fille unique et septième enfant sur les huit nés du couple. Deux de ses frères se distinguent : José María, qui a épousé Soledad Acosta Kemble, tous deux écrivains et journalistes ; et Miguel, écrivain et homme politique éminent.
De nature douce et réservée, ce sont ses frères qui encouragent son goût pour la poésie. Elle écrit sous le pseudonyme de Pía-Rigán. Bien qu'aucune de ses œuvres ne soient publiées sous forme de livre, ses poèmes paraissent dans des journaux et des magazines.
Le 4 juillet 1857, elle épouse Manuel Ancízar Basterra, scientifique et écrivain. De ce mariage naquirent Roberto, Pablo, Inés, Jorge et Manuel. Lorsqu'elle devint veuve en 1882, elle s'installe avec ses enfants à Paris, où elle meurt le 22 avril 1892.

## Œuvres
- (es) José María Samper et Agripina Samper, Ecos de los Andes, Paris, E. Thunot, 1860 (OCLC 12355033, lire en ligne), « Ensayos Poéticos de Pía-Rigán »
- (es) Julio Añez, Parnaso Colombiano: Colección de Poesías Escogidas, Bibliothèque Luis Ángel Arango (lire en ligne)